# Phaenolis laciniatus
Phaenolis laciniatus is een keversoort uit de familie glimwormen (Lampyridae). De wetenschappelijke naam van de soort werd voor het eerst geldig gepubliceerd in 1880 door Gorham.